# Cao Ly Túc Tông
Cao Ly Túc Tông (Hangul: 고려 숙종, chữ Hán: 高麗 肅宗; 2 tháng 9 năm 1054 – 10 tháng 11 năm 1105, trị vì 1095 – 1105) là quốc vương thứ 15 của vương triều Cao Ly. Ông có tên húy là Vương Hi (王熙, 왕희, Wang Hui), sau đổi thành Vương Ngung (王顒, 왕옹, Wang Ong), ông có tên chữ là Thiên Thường (天常, 천상, Cheonsang).
Ông là vương đệ của Cao Ly Thuận Tông và Cao Ly Tuyên Tông, được phong Kê Lâm công (雞林公, 1077). Túc Tông lên ngôi vào năm 1095 sau khi người cháu là Cao Ly Hiến Tông thoái vị vì ngã bệnh. Ông giám sát các cách tân đối nội khác nhau, bao gồm cả cho lưu thông tiền làm bằng đồng thau đầu tiên của đất nước (năm 1102) và cho xây dựng Nam Kinh (Namgyeong, nay là Seoul).
Tuy nhiên, ông cũng phải đối mặt với các mối đe dọa từ bên ngoài, đáng chú ý nhất là cuộc xâm lược năm 1104 của người Nữ Chân. Không thể đẩy lùi quân Nữ Chân bằng vũ lực, ông đã cử tướng Doãn Quán (Yun Gwan) để gây dựng quân đội và đánh đuổi quân xâm lược. Đội quân này được gọi là "Biệt vũ ban" (Byeolmuban) và gồm ba bộ phận riền biệt. Túc Tông mất vào năm sau, khi đáng trên đường đến Tây Kinh, tức Bình Nhưỡng.
Túc Tông thọ 51 tuổi, táng tại Anh lăng (英陵). Thụy hiệu Văn Huệ Khang Chính Minh Hiếu Đại vương (文惠康正明孝大). Kế vị ông là người con trai Duệ Tông.

## Gia đình
- Cha: Cao Ly Văn Tông.
- Mẹ: Nhân Duệ Vương hậu.

### Huynh đệ
- Cao Ly Thuận Tông Vương Huân.
- Cao Ly Tuyên Tông Vương Vận.

### Hậu phi
- Minh Ý Vương hậu Liễu thị (명의왕후 유씨).

Không rõ những phi tần khác của ông.

### Hậu duệ
Tất cả đều do Minh Ý hạ sinh.

#### Vương tử
1. Cao Ly Duệ Tông Vương Vũ (고려 예종 왕우; 1079 – 1122).
2. Thượng Đảng hầu Vương Tất (상당후 왕필; ? – 1099). Thụy Thuận Thương (順殤).
3. Viên Minh Quốc Sư Trừng Nghiễm (원명국사 징엄; 1090 – 1141), xuất gia.
4. Đới Phương công Vương Phụ (대방공 왕보; ? – 1128). Thụy Lương Giản (良簡). Con trai là Vương Du (왕유), lấy con gái của Thông Nghĩa hầu Vương Kiều.
5. Đại Nguyên công Vương Hiểu (대원공 왕효; 1093 – 1161 ? hoặc 1093 – 1170 ?). Có một con trai tên Vương Giam (왕감), tập phong Giang Mục công.
6. Tề An công Vương Tư (제안공 왕서; ? – 1131). Thụy Tư Tiết (思節). Có con trai là Vương Chương (왕장).
7. Thông Nghĩa hầu Vương Kiều (통의후 왕교; 1097 – 1119). Thụy Anh Chương (英章). Có con gái lấy Vương Du, con trai Đới Phương công Vương Phụ.

#### Vương nữ
1. Đại Ninh Công chúa (대령공주; ? – 1114), lấy Hoài An bá Vương Nghi (회안백 왕기)[1]. Thụy Trinh Mục (貞穆).
2. Hưng Thọ Công chúa (흥수공주; ? – 1123), lấy Thừa Hóa bá Vương Trinh (한남백 왕기)[2].
3. An Thọ Công chúa (안수공주), lấy Quảng Bình công Vương Nguyên (안평공 왕경)[3].
4. Phúc Ninh Công chúa (복녕공주; 1096 – 1133), lấy Tấn Khang bá Vương Diễn (진강백 왕연)[4]. Thụy Trinh Giản (貞簡).